# Жолтовський Іван Владиславович
Іван Владиславович Жолтовський (пол. Jan Żółtowski; біл. Іван Жалтоўскі; рос. Жолтовский Иван Владиславович; нар. 27(15) листопада 1867, Пінськ, тепер Брестська область, Білорусь — пом. 16 липня 1959, Москва) — білоруський, радянський архітектор, теоретик, педагог, почесний член АН БРСР, академік Академії архітектури СРСР, дійсний член Академії будівництва і архітектури СРСР.

## Біографія
Іван Жолтовський народився 27 листопада 1867 року в місті Пінськ, що тоді входило до складу Мінської губернії Російської імперії.
1887 року (20 років) вступив до Петербурзької академії мистецтв. У зв'язку з реформою в Академії мистецтв 1894 року Іван Владиславич продовжив навчання у Вищому художньому училищі при Російській імператорській академії мистецтв, яке закінчив 1898 року.
Іван Жолтовський за 11 років навчання набув практичного досвіду працюючи учнем у найкращих майстрів Петербурга. 1889 року захистив дипломний проєкт «Народний дім» у майстерні професора Антонія Томишка, через що отримав звання художника-архітектора (особисто спроєктував їдальню, бібліотеку й театр).
26 жовтня (8 листопада) 1909 року Івана Жолтовського надали звання академіка архітектури за вагомі досягнення й набутий досвід в архітектурній діяльності.
1910 року спільно з Ігорем Грабарем та Іваном Рильським — член журі конкурсу фасадів у Москві.
1910 року й 1923—1926 роках вивчав архітектуру Італії.
Іван Владиславич Жолтовський працював викладачем у закладах вищої мистецької освіти Москви. Зокрема:
- Імператорське Строгановське центральне художньо-промислове училище (грудень 1900 — кінець 1904),
- ВДХУТЕМАС,
- ВХУТЕІН (1826—1932),
- Інституті архітектури Академії архітектури СРСР (1932—1937),
- Московському архітектурному інституті (1933—1959).

1933—1939 рр. очолював архітектурну майстерню № 1 Мосради, 1945—1959 — архітектурну школу-майстерню інституту «Моспроект». Керував інститутами «Воєнпроект» і «Діпромісто».

## Творчість
1891—1892 роках Іван Жолтовський брав участь у будівництві об'єктів Феодосійської залізниці в Криму, подавав заявки на архітектурні конкурси спільно з Стефаном Галензовским. Зберіглись їх нереалізовані конкурсні проекти надгробних пам'ятників Костянтину Тону в Санкт-Петербурзі й Самюелю Ганеману в Парижі.
Творчість Івана Жолтовського формувалась на досягненнях архітектури Античності, епохи Відродження, на традиціях давньоруського зодчества. Визначний майстер класичного напряму в архітектурі ХХ ст. змоделював власну творчу систему пропорційних і гармонійних співвідношень на основі архітектурного надбання Високого Відродження; був послідовником російського палладіанства.
Серед численних робіт Івана Жолтовського:
- будинок купця Гаврила Тарасова на Спиридоновці, Москва (1909—1910) — розкішна садиба в традиціях італійського ренесансу. Про замовника нагадує латинський напис на парадному фасаді «GABRIELUS TARASSOF FECIT ANNO DOMINI…». Цифри з датою будівництва втрачені. Зараз у садибі розміщено Інститут Африки.
- будинок Верхового товариства на вулиці Бігова (1903—1905)
- будівлі Першої сільськогосподарської виставки (1923)
- будинок Держбанку (1929)
- житлові будинки в Москві, так звані «будинки Жолтовського»
- проєкт дзвіниці костелу Розарію Діви Марії в Пінську.
- кінотеатр «Слава» у Москві

Брав участь у генеральній реконструкції Москви. Після закінчення Другої світової війни проєктував споруди для відновлення Гомеля.

## Проєкти в Україні
За його проектами були забудовані деякі міста України. Зокрема:
- спроєктовано санаторій в Євпаторії (1953);
- санаторій «Гірське повітря» в Ялті (1951—1964);
- кілька громадських споруд у Львові;
- конкурсний проєкт театру в Катеринославі (1900) — у співавторстві з Леонідом Браїловським, ІІІ премія;
- представив два проєкти будинку Полтавського губернського земства (1903), але не переміг у конкурсі;
- конкурсний проєкт машинного залу Дніпрогесу (1929) — ІІ премія.

## Наукові твори
Автор наукових творів із теорії й практики архітектури:
- Проєкти й будови (рос. Проекты и постройки). Москва, 1955;
- Чотири книги про архітектуру (рос. Четыре книги об архитектуре). Переклад трактату Андреа Палладіо — італійського архітектора XVI століття. Москва, 1938.

## Нагороди, звання
- Академік архітектури (1909)
- Дійсний член Академії будівництва й архітектури СРСР (1939)
- Почесний член АН Білоруської РСР (1947)
- Заслужений діяч науки й мистецтв РСФРР (1932)
- Заслужений діяч мистецтв Білоруської РСР (1944)
- Лауреат Сталінської премії ІІ ступеня (1950)